# Agylla phaeopasta
Agylla phaeopasta là một loài bướm đêm thuộc phân họ Arctiinae, họ Erebidae.